# マツモト (福岡県)
株式会社マツモトは、福岡県北九州市門司区に本社を置く印刷会社。

## 概要
卒業アルバム業界第2位（九州最大手）。全国の幼稚園から大学まで約7,000校、年間制作冊数は約90万冊（全国シェアの約15%）である。

## 主な事業
- ホンニナルドットコム
- プリエイト - 印刷通販

## 製品
- 一般商業印刷
- 卒業アルバム

## 沿革
- 1932年（昭和7年） - 松本写真工芸所として創業。
- 1949年（昭和24年） - 合資会社松本写真印刷社に商号変更。
- 1981年（昭和56年） - 本社ビル新築。
- 1989年 - 現社名に変更。
- 1994年（平成6年） - 日本証券業協会（現:JASDAQ）に店頭登録する。
- 2010年（平成22年） - 印刷通販「プリエイト」を3月15日に開始。

## 不祥事
SNSの不適切投稿
2024年3月8日13時15分、同社の公式X（旧Twitter）アカウントが「🍞信はザラキを唱えた。マツモトには効かない」というポストを投稿した。この投稿が行われた日の11時から11時30分にかけて同社の株価が大きく下がっていたが、引けには、ストップ高となった。「🍞信」とは「信用取引のポジションがパンパンに膨らんでいる人」を嘲笑う語で、また、「ザラキ」はゲーム『ドラゴンクエスト』シリーズの即死呪文のことであり、「信用取引でいっぱいいっぱいな人がマツモトの株を売り叩いたが、効かなった」という意味合いのポストと考えられる。このポストの投稿から約1時間後、配慮に欠けた発言であったとして謝罪とポストの削除が行われ、また、『ドラゴンクエスト』シリーズのデザインを務めた鳥山明の訃報が発表された直後でもあったことから「有名マンガ家様が亡くなったったことを何も知らず、『ただ逆境があっても努力する』という意図で書いていた」との弁明も行った。このポストが主たる要因であるかは不明だが、同日の同社の株価はストップ安になっている。